# Mishefa Res
Il Libro Nero o Mishefa Res (in curdo Maṣḥaf-i Räš) è uno dei due testi religiosi dello Yazidismo (l'altro è il "Libro della Manifestazione"). 
Gli yazidi credono che il Libro Nero ebbe origine non appena l'angelo Melek Ṭāʾūs discese da una montagna. Come il Libro della Rivelazione, anche il Libro Nero è scritto in kurmanji, un dialetto della lingua curda. 

Più lungo dell'altro testo yazidi, il Libro Nero narra della creazione, durante la quale si originarono Melek Ṭāʾūs e un uovo cosmico, dal quale sarebbe nato il nostro universo particolare. 
In seguito alla creazione del cosmo è descritta la nascita del primo uomo e della prima donna.